# Palaeochrysophanus expallidata
Palaeochrysophanus expallidata är en fjärilsart som beskrevs av Franz Dannehl 1933. Palaeochrysophanus expallidata ingår i släktet Palaeochrysophanus och familjen juvelvingar. Inga underarter finns listade i Catalogue of Life.